# Portadown F.C.
Portadown Football Club – północnoirlandzki klub piłkarski z siedzibą w mieście Portadown, leżącym w hrabstwie Armagh.

## Osiągnięcia
- Mistrz Irlandii Północnej (4): 1989/90, 1990/91, 1995/96, 2001/02
- Puchar Irlandii Północnej (Northern Irish Cup) (3): 1990/91, 1998/99, 2004/05
- Puchar Ligi (Irish Football League Cup): 1995/96
- Gold Cup (6): 1933/34, 1937/38, 1951/52, 1971/72, 1978/79, 1992/93

## Historia
Portadown FC założony został w 1924 roku. Obecny trener klubu Ronnie McFall kieruje drużyną od 11 grudnia 1986 roku, zatem już od ponad 20 lat. Pierwszym wielkim sukcesem klubu było mistrzostwo Północnej Irlandii zdobyte w sezonie 1989/90. Był to początek złotej ery The Ports, w czasie której klub jeszcze trzy razy zdobył tytuł mistrza i dołożył do tego dorobku trzy Puchary Irlandii Północnej. Obecnie klub wciąż gra w najwyższej lidze kraju, a swoje mecze domowe rozgrywa na stadionie Shamrock Park.

## Europejskie puchary
Legenda do wszystkich tabel:
- Q – runda eliminacyjna, 1/16, 1/8, 1/4, 1/2 – odpowiednia faza rozgrywek, Grupa – runda grupowa, 1r gr – pierwsza runda grupowa, 2r gr – druga runda grupowa, F – finał, R – runda, PO – play-off
- k. – rzuty karne, los. – losowanie, Dogr. – dogrywka, w. – zasada bramek strzelonych na wyjeździe

| Sezon   | Rozgrywki                 | Runda | Klub                  | Dom | Wyjazd | Ogólnie |
| ------- | ------------------------- | ----- | --------------------- | --- | ------ | ------- |
| 1962/63 | Puchar Zdobywców Pucharów | 1R    | OFK Beograd           | 3–2 | 1–5    | 4–7     |
| 1974/75 | Puchar UEFA               | 1R    | Valur                 | 2–1 | 0–0    | 2–1     |
| 1974/75 | Puchar UEFA               | 2R    | FK Partizan           | 1–1 | 0–5    | 1–6     |
| 1990/91 | Puchar Europy             | 1R    | FC Porto              | 1–8 | 0–5    | 1–13    |
| 1991/92 | Puchar Europy             | 1R    | FK Crvena zvezda      | 0–4 | 0–4    | 0–8     |
| 1992/93 | Puchar UEFA               | 1R    | Standard Liège        | 0–0 | 0–5    | 0–5     |
| 1994/95 | Puchar UEFA               | Q     | Slovan Bratysława     | 0–2 | 0–3    | 0–5     |
| 1996/97 | Puchar UEFA               | Q     | FK Vojvodina Nowy Sad | 0–1 | 1–4    | 1–5     |
| 1999/00 | Puchar UEFA               | Q     | CSKA Sofia            | 0–3 | 0–5    | 0–8     |
| 2002/03 | Liga Mistrzów             | 1Q    | Biełszyna Bobrujsk    | 0–0 | 2–3    | 2–3     |
| 2003/04 | Puchar UEFA               | Q     | Malmö FF              | 0–2 | 0–4    | 0–6     |
| 2004/05 | Puchar UEFA               | 1Q    | Žalgiris              | 2–2 | 0–2    | 2–4     |
| 2005/06 | Puchar UEFA               | 1Q    | Viking FK             | 1–2 | 0–1    | 1–3     |
| 2006/07 | Puchar UEFA               | 1Q    | FBK Kaunas            | 1–3 | 0–1    | 1–4     |
| 2010/11 | Liga Europy               | 1Q    | Skonto Riga           | 1–1 | 1–0    | 2–1     |
| 2010/11 | Liga Europy               | 2Q    | Qarabağ Ağdam         | 1–2 | 1–1    | 2–3     |
| 2012/13 | Liga Europy               | 1Q    | Shkëndija Tetowo      | 2–1 | 0–0    | 2–1     |
| 2012/13 | Liga Europy               | 2Q    | NK Slaven Belupo      | 2–4 | 0–6    | 2–10    |